# Last Train
Last Train est un groupe de rock français, originaire d’Altkirch, en Alsace. Il est formé en 2007 alors que Jean-Noël Scherrer (chanteur et guitariste), Julien Peultier (guit.), Timothée Gerard (bass.) et Antoine Baschung (batteur) sont encore au collège. Ils sortent en 2015 leur premier EP, puis en 2017 leur premier album.
Ils dirigent aussi leur propre agence de production et de diffusion de concerts, Cold Fame, ainsi que leur propre festival, La Messe de Minuit.

## Biographie
Jean-Noël Scherrer (chanteur et guitariste), né le 27 novembre 1994, Julien Peultier (guitariste), né le 30 juin 1995, Timothée Gerard (bassiste), né le 18 mars 1994, et Antoine Baschung (batteur), né le 23 mai 1994, se rencontrent au collège en 2007. Les jeunes musiciens composent rapidement leurs propres morceaux et donnent très tôt leurs premiers concerts dans des bars de leur Alsace natale. 
Les titres Cold Fever et Fire marquent le début de la carrière du groupe en juin 2014. Plus de 250 concerts sont donnés en deux ans dans toute l’Europe, mais aussi en Asie et aux États-Unis. Cette tournée mondiale est ponctuée par la sortie de deux EP, The Holy Family (2015) et Fragile (2016). Prix des Inouïs du Printemps de Bourges en 2015, Lauréats du Fair en 2016, le groupe assure les premières parties de Johnny Hallyday, Muse ou Placebo en 2017, et dévoile son premier album Weathering, le 7 avril 2017. Ils se produisent au Bataclan de Paris le 9 mai 2017.
The Big Picture, leur second album, sort le 13 septembre 2019. Un an plus tard, le groupe annonce The Big Picture, le documentaire, un documentaire réalisé par le guitariste Julien Peultier retraçant l'histoire du groupe et l'enregistrement de l'album. Il sort le 11 mai 2021.
Le 11 mars 2022, Last Train dévoile How Did We Get There ?, un seul et unique titre de 20 minutes accompagné d'un court-métrage, également réalisé par Julien Peultier.
Ils se produisent le 22 mars 2022 sur la mythique scène de l'Olympia de Paris, après avoir reporté le concert plusieurs fois en raison de la crise sanitaire du Covid-2019.
Lors de l'été 2022, le groupe joue sur les grandes scènes des plus grands festivals français : Les Eurockéennes, Les Vieilles Charrues, Beauregard ou encore Main Square Festival. Last Train termine sa tournée The Big Picture, entamée en 2019, en Nouvelle-Calédonie, en octobre 2022. Le groupe y atteint également le seuil symbolique des 500 dates depuis sa création.
Le 9 avril 2024, après un long moment de silence, Last Train annoncent leur retour avec la sortie du prochain album, Original Motion Picture Soundtrack, album-concept : « La musique d'un film, un film qui n'existe pas ». L'album sera composé de reprises orchestrales de leur répertoire réalisées en collaboration avec l'Orchestre Symphonique de Mulhouse, et sa sortie est prévue le 17 mai 2024. Ils annoncent dans la foulée la sortie du single Heroin, qui sort le lendemain 10 avril.
Après deux ans sans concert, une tournée européenne est progressivement annoncée à partir du 25 septembre 2024. À cette occasion, un nouvel album nommé III est annoncé pour le 31 janvier 2025.

## Retours médiatiques
Les critiques de leur premier album sont élogieuses, considérant les jeunes Français comme l'espoir rock and roll français. Francis Zegut (RTL2) déclare que « Last Train est la meilleure chose qui soit arrivée au rock français depuis Noir Désir », Dom Kiris (OÜI FM) parle de la « sensation rock hexagonale », Le Huffington Post présente la « révélation live de l'année », Les Inrockuptibles estiment qu'ils « redorent le blason du rock tricolore. »
À sa sortie, le deuxième album reçoit de bonnes critiques de la part du Parisien qui l'annonce comme « la meilleure galette rock de l'année ». France Info le décrit comme « tout simplement magnifique », Rock & Folk considère le groupe comme « un des meilleurs espoirs du rock français » et Rolling Stone Magazine parle d'une véritable consécration.

## Discographie

### Singles
| Année | Titre               | Album                              |
| ----- | ------------------- | ---------------------------------- |
| 2017  | Weathering          | Weathering                         |
| 2019  | The Idea Of Someone | The Big Picture                    |
| 2019  | Disappointed        | The Big Picture                    |
| 2019  | The Big Picture     | The Big Picture                    |
| 2024  | Heroin              | Original Motion Picture Soundtrack |
| 2024  | Home                | III                                |
| 2024  | The Plan            | III                                |
| 2025  | One By One          | III                                |

### Participation
- 2023 : L'Extraordinarium de Dionysos, duo sur le titre Giant Jack